# Phaeosphaeria phragmitis
Phaeosphaeria phragmitis är en svampart som först beskrevs av Hollós, och fick sitt nu gällande namn av Leuchtm. 1984. Phaeosphaeria phragmitis ingår i släktet Phaeosphaeria och familjen Phaeosphaeriaceae.   Inga underarter finns listade i Catalogue of Life.